# José Antonio Zaldúa
José Antonio Zaldúa (Elizondo, 15 dicembre 1941 – Sant Andreu de Llavaneres, 30 giugno 2018) è stato un calciatore spagnolo, di ruolo attaccante.

## Carriera
Con il Barcellona ha vinto tre Coppe di Spagna (1962-1963, 1967-1968, 1970-1971) e una Coppa delle Fiere (1965-66).

## Palmarès

### Club

#### Competizioni nazionali
- Coppa di Spagna: 3

Barcellona: 1962-1963, 1967-1968, 1970-1971

#### Competizioni internazionali
- Coppa delle Fiere: 1

Barcellona: 1965-1966